# Manuel Ugarte (écrivain)
Pour les articles homonymes, voir Manuel Ugarte.
Manuel Baldomero Ugarte, né le 27 février 1875 à Buenos Aires et mort le 2 septembre 1951 à Nice, est un écrivain argentin et dirigeant du Parti socialiste argentin. Il fut ambassadeur au Mexique, au Nicaragua et à Cuba. Il a plaidé pour l'unité de l'Amérique hispanique. Il était un partisan de l'anti-impérialisme nationaliste et de l'hispanisme dans toutes les Amériques et en Europe.

## Biographie
Manuel Baldomero Ugarte est né le 27 février 1875 à San José de Flores, aujourd'hui intégrée à la capitale Buenos Aires. Son père était Floro Ugarte, sa mère était Sabina Rivero. Son frère unique, Floro Melitón Ugarte, né neuf ans plus tard que Manuel, était compositeur de musique et directeur du célèbre Théâtre Colón de Buenos Aires. Sa vie publique a commencé aux côtés de Leopoldo Lugones, Roberto Payró, Alberto Gerchunoff, Manuel Gálvez et José Ingenieros. Il fonde La revista literaria, qui publiait, entre autres, les œuvres de Rubén Darío et Ricardo Jaimes Freyre.
Rubén Darío, Miguel de Unamuno, Delmira Agustini, R. Blanco Fombona, Henri Barbusse, Manuel Gálvez, Haya de la Torre, José Vasconscelos, Blanca Luz Brum et bien d'autres peuvent être considérés comme ses amis et correspondants.

### Carrière politique
Manuel a représenté le Parti socialiste argentin dans divers congrès de la IIe organisation internationale au début du XXe siècle. Lorsqu'il abandonna le socialisme, il devint un fervent neutraliste pendant la Première Guerre mondiale.
Le général Perón le nomma ambassadeur au Mexique en 1946. Il a ensuite été ambassadeur au Nicaragua et à Cuba. Ces nominations, qui causèrent presque sa mort, constituent la seule reconnaissance qu'il reçut dans son pays.

### Mort
Il a vécu de nombreuses années à Paris et Nice en France, mais aussi à Valparaíso, au Chili. Il mourut à Nice, en France, le 2 décembre 1951, dans son nouvel appartement qu'il occupait depuis un mois seulement, des suites d'une asphyxie au gaz. On a retrouvé près de lui, son manuscrit sur la stratégie américaine qu'il allait publier.
Au cours de sa vie, il visita toutes les capitales d'Amérique latine dans le but de « connaître la région qu'il a consacré sa vie à défendre de la meilleure des façons ». Il a prononcé des discours dans tous les pays d'Amérique latine, et dans certaines villes des États-Unis, d'Espagne et de France.

## Hommage
Une rue du quartier Belgrano de Buenos Aires porte son nom.

## Publications
Parmi ses livres publiés figurent :
- El porvenir de América Latina
- Vendimias juveniles
- El destino de un continente
- Cuentos de la Pampa
- El dolor de escribir
- El dramático destino de una generación
- El naufragio de los Argonautas

### Éditions modernes
Manuel Ugarte, Contes de la Pampa, Paris, Éditions Classiques Garnier, 5 avril 2018, 247 p. (ISBN 978-2-406-07950-7)